# Patsy Claes
Patsy Claes (Costermanstad, tegenwoordig Bukavu, Belgisch-Kongo, 12 juni 1949 - Tienen, 19 september 2011) was een Vlaamse journalist, columnist en auteur.
Claes werd in Congo geboren, maar haar gezin vluchtte in 1960 naar België. Ze studeerde aan de Katholieke Universiteit Leuven en behaalde in Antwerpen haar graduaat in de journalistiek. Ze verwierf bekendheid als presentator bij Omroep Limburg en werd in 1980 medeoprichtster van het blad Flair. Claes was persattaché bij minister Jacky Buchmann en freelancejournalist bij de Zondagskrant, Flair, De Bond en Attitude. Ze publiceerde onder meer de boeken De Droomorchidee, Rakelings Leven, "Schimmen in de tijd" en de cursiefjesbundels Elsje, Mannen, ik zou ze niet kunnen missen, Mannen, Waauw!," Een snoepje van een poesje" en "Een schatje van een katje". Van 1969 tot 1971 gaf ze haar eigen blad Sfinx uit. Zij overleed op 19 september 2011 in Tienen aan een longembolie.
- International Standard Name Identifier: 0000 0003 9274 2759
- Nederlandse Thesaurus van Auteursnamen: 07348301X
- Virtual International Authority File: 286846410
- WorldCat: E39PBJhH6dbkPFv8Bfpk63RxjC